# 로카디메초
로카디메초(이탈리아어: Rocca di Mezzo)는 이탈리아 아브루초주 라퀼라도에 있는 코무네이다.